# Ēriks Pelcis
Ēriks Pelcis (Ventspils, 25 giugno 1978) è un ex calciatore ed ex giocatore di calcio a 5 lettone, di ruolo attaccante.

## Carriera

### Club
Ha cominciato la sua carriera nell'Olimpija Riga. Andò quindi all'estero, in Lituania, prima allo Zalgiris, poi al Panerys e infine al Polonia.
Nel 1999 cambiò continente, andando a giocare in Asia con i sudcoreani dell'Anyang. Dopo due stagioni passò ai russi dell'Anzhi dove rimase pochi mesi.
Dopo un breve ritorno in patria nel Dinaburg, passò nuovamente in Lituania, con Zalgiris e Polonia.
Chiuse la carriera in patria al Jelgava.

### Nazionale
Giocò la sua prima gara in nazionale il 6 febbraio 2000, in una partita del torneo internazionale di Cipro contro la Lituania in cui andò subito a segno. Si ripeté anche nel secondo incontro (di nuovo con la Lituania) che nel terzo (contro la Finlandia).
Disputò in tutto 5 partite con la nazionale mettendo a segno 3 reti.

## Statistiche

### Cronologia presenze e reti in Nazionale
| Cronologia completa delle presenze e delle reti in nazionale ― Lettonia | Cronologia completa delle presenze e delle reti in nazionale ― Lettonia | Cronologia completa delle presenze e delle reti in nazionale ― Lettonia | Cronologia completa delle presenze e delle reti in nazionale ― Lettonia | Cronologia completa delle presenze e delle reti in nazionale ― Lettonia | Cronologia completa delle presenze e delle reti in nazionale ― Lettonia | Cronologia completa delle presenze e delle reti in nazionale ― Lettonia | Cronologia completa delle presenze e delle reti in nazionale ― Lettonia |
| Data                                                                    | Città                                                                   | In casa                                                                 | Risultato                                                               | Ospiti                                                                  | Competizione                                                            | Reti                                                                    | Note                                                                    |
| ----------------------------------------------------------------------- | ----------------------------------------------------------------------- | ----------------------------------------------------------------------- | ----------------------------------------------------------------------- | ----------------------------------------------------------------------- | ----------------------------------------------------------------------- | ----------------------------------------------------------------------- | ----------------------------------------------------------------------- |
| 6-2-2000                                                                | Larnaca                                                                 | Lituania                                                                | 2 – 1                                                                   | Lettonia                                                                | Torneo internazionale di Cipro                                          | 1                                                                       |                                                                         |
| 26-4-2000                                                               | Kaunas                                                                  | Lituania                                                                | 2 – 1                                                                   | Lettonia                                                                | Amichevole                                                              | 1                                                                       | 63’                                                                     |
| 3-6-2000                                                                | Riga                                                                    | Lettonia                                                                | 1 – 0                                                                   | Finlandia                                                               | Amichevole                                                              | 1                                                                       | 46’                                                                     |
| 7-10-2000                                                               | Riga                                                                    | Lettonia                                                                | 0 – 4                                                                   | Belgio                                                                  | Qual. Mondiali 2002                                                     | -                                                                       | 68’                                                                     |
| 21-8-2002                                                               | Riga                                                                    | Lettonia                                                                | 2 – 4                                                                   | Bielorussia                                                             | Amichevole                                                              | -                                                                       | 69’                                                                     |
| Totale                                                                  |                                                                         | Presenze                                                                | 5                                                                       |                                                                         | Reti                                                                    | 3                                                                       |                                                                         |

## Palmarès

### Club
- Campionato sudcoreano: 1

Anyang LG Cheetahs: 2000